# Son en Breugel
Son en Breugel ( udtale ?) er en kommune og en by i den sydlige provins Noord-Brabant i Nederlandene. 
- Wikimedia Commons har flere filer relateret til Son en Breugel

51°30′58″N 5°30′07″Ø / 51.516°N 5.502°Ø